# Divoká Šárka

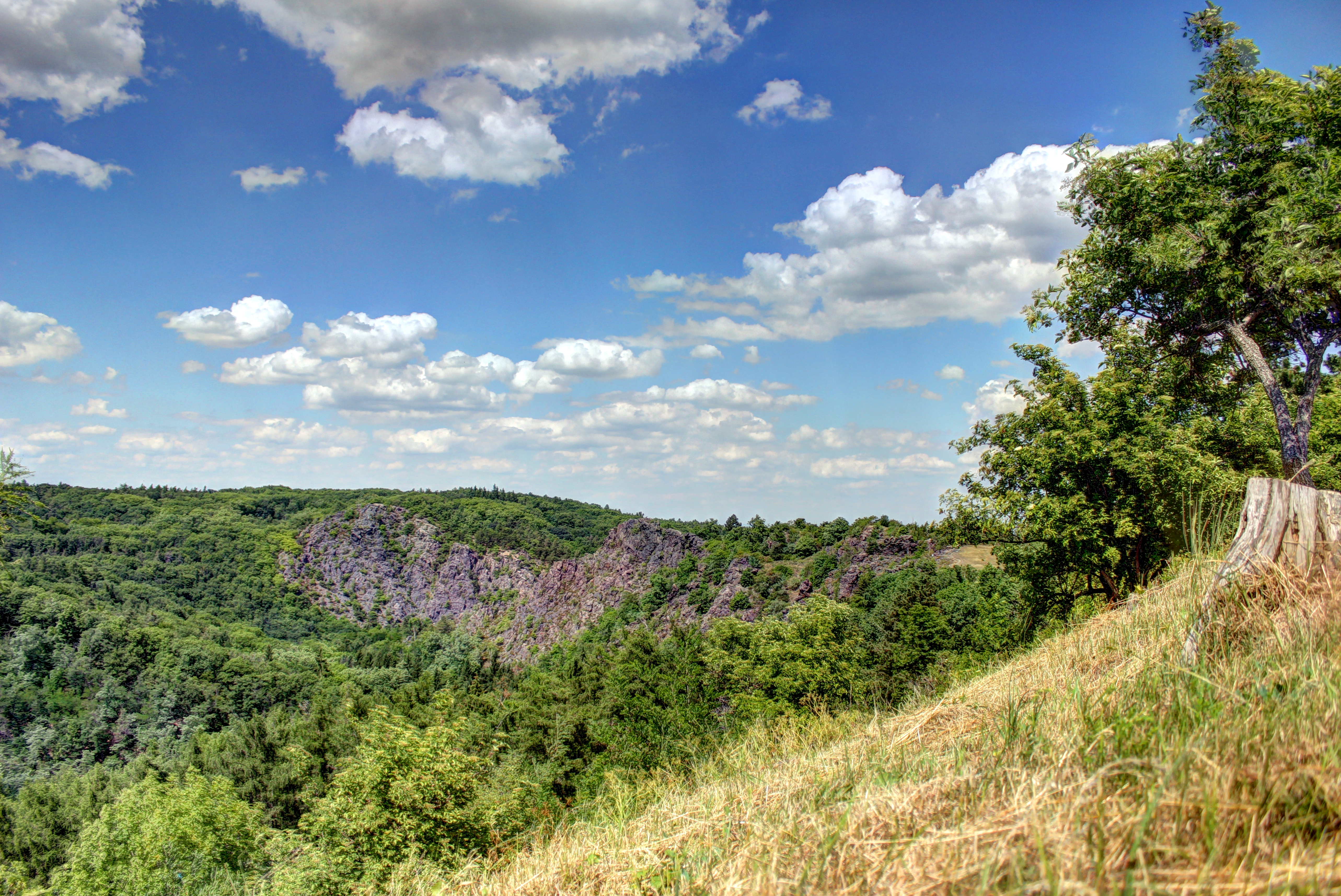
Naturschutzgebiet Divoká Šárka

Das Naturschutzgebiet Divoká Šárka (Aussprache [ˈɟɪvɔkaː ˈʃaːrka], deutsch: Wilde Šárka) ist mit einer Fläche von 25 Hektar eines der größten Parks in Prag. Es liegt im Nordwesten der tschechischen Hauptstadt, im Stadtteil Prag 6 – Liboc, und erstreckt sich entlang der felsigen Hänge beiderseits des Šárka-Bachs  (Šárecký potok) oberhalb der Talsperre Džbán. Das malerische Tal ist eng mit der altböhmischen Legende vom Mägdekrieg verbunden, in der die Kriegerin Šárka ein tragisches Ende nimmt. Sie stürzt sich von einem Felsen, dem Dívčí skok (Mädchenprung), in den Tod nachdem sie ihren Geliebten Ctirad verraten hatte.

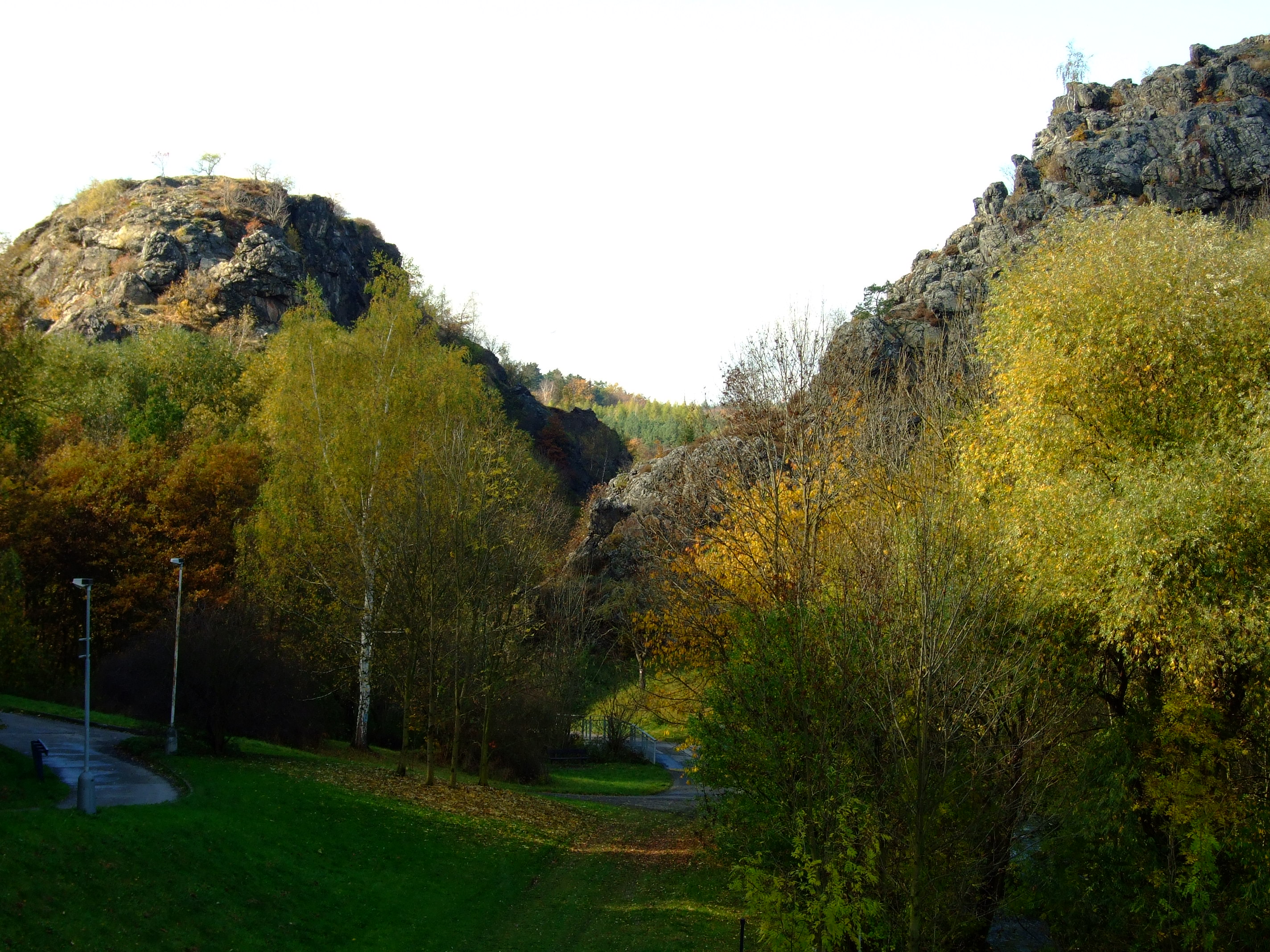
Naturschutzgebiet Divoká Šárka

Archäologische Funde belegen, dass die Region bereits in der Altsteinzeit von Menschen besiedelt war. Im 6. Jahrhundert ließen sich hier die Slawen nieder und errichteten zwischen dem 7. und 9. Jahrhundert über der Schlucht Džbán eine große slawische Burgstätte (hradiště). Diese erste befestigte Siedlung auf dem Gebiet der heutigen Hauptstadt erstreckte sich über etwa zwanzig Hektar, ihre Überreste sind noch heute in der Landschaft sichtbar. Im Jahr 1995 wurde die Burgstätte unter dem Namen Hradiště Šárka zum nationalen Kulturdenkmal erklärt.
Das Šárka-Tal (Šárecké údolí) teilt das Gebiet in zwei markante Felsmassive – den Kozák-Felsen (Kozákova skála) und den Šesták-Felsen (Šestákova skála). Hinter der Schlucht Džbán weitet sich das Tal allmählich. Im weiteren Verlauf fließt der Šárka-Bach um den Dívčí Skok und den Nebušický-Felsen herum zum Čertův Mlýn (Teufelsmühle), einer ehemaligen Wassermühle.
Die Flora des Gebietes ist vielfältig und reicht von Eschen-Auenwäldern im Tal über wärmeliebende Vegetation an den Südhängen bis hin zu kälteliebenden Pflanzenarten an den schattigen Nordhängen. Zu den typischen Pflanzen zählen verschiedene Gräser, Farne und Sträucher. Auch die Fauna ist reichhaltig mit über 80 Vogelarten und einer Vielzahl von Insekten, Amphibien und Säugetieren. Divoká Šárka wurde 1964 zum ersten Naturschutzgebiet Prags erklärt, da es sich um eine gut erhaltene Landschaft von hohem geologischen, botanischen, zoologischen und archäologischen Wert handelt. Außerdem ist es ein bedeutendes Refugium für zahlreiche Tier- und Pflanzenarten.
Divoká Šárka ist ein beliebtes Naherholungsgebiet, das jährlich mehr als 1,2 Millionen Besucher anzieht. Die abwechslungsreiche Landschaft mit steilen Felsen, Wäldern und Wiesen ist mit öffentlichen Verkehrsmitteln gut zu erreichen und bietet vielfältige Freizeitmöglichkeiten, darunter Wanderwege, Freibäder und Picknickplätze. Darüber hinaus sind die Felsen beliebtes Ziel für Klettersportler.